# Parentella
Parentella es un género de mantis de la familia Mantidae.

## Especies
Las especies de este género son:
- Parentella benguelae
- Parentella laticollis
- Parentella major
- Parentella parva
- Parentella producta